# Fist of Fury
Fist of Fury (Pt: O Invencível; Br: A Fúria do Dragão) é um filme de artes marciais chinês estrelado por Bruce Lee e dirigido por Lo Wei, lançado e produzido no ano de 1972 em Hong Kong.

## Elenco Principal
- Bruce Lee como Chen Zhen
- Nora Miao como Yuan Le-erh (Miao Ker Hsiu)
- James Tien como Fan Chun-hsia
- Maria Yi como Yen
- Robert Baker como Petrov
- Fu Ching Chen como Chao
- San Chin como Tung
- Ying-Chieh Han como Feng Kwai-sher

## Sinopse
Ao retornar para Shangai, Chen Zhen (Bruce Lee), um jovem estudante de artes marciais, descobre que Huo Yuanjia, seu mestre de Kung-fu, morreu sob misteriosas circunstâncias. Em sua procura pela verdade e desejo de vingança, Chen descobre que uma grande operação de tráfico de drogas, uma escola de lutadores rivais e a tensão entre chineses e japoneses foram os fatores que provocaram a morte de seu mestre.
Agora, em combates brutais e usando somente a força de seus punhos, ele terá que enfrentar os assassinos de seu mestre e lutar contra as forças imperialistas japonesas que querem dominar seu povo.
Filmado quase todo em estúdio, A Fúria do Dragão possui figuras unidimensionais com propósitos bastante definidos. Bruce Lee vive um homem atormentando pela impossibilidade de fugir do destino de cobrar uma dívida de sangue que alude às dificuldades enfrentadas pelos chineses a partir do momento em que os japoneses começaram a ter mais influência em Xangai. Sendo assim, Chen é o típico herói trágico, pois carrega como fardo a necessidade de sujar as mãos e macular os postulados pacíficos de seu respeitado mestre, paradoxalmente, em função da perpetuação da doutrina na qual foi educado. Bruce Lee exibe impressionante capacidade de luta, faz caras e bocas ao derrotar inimigos, não encontrando sequer um à sua altura, reforçando a mística do dragão chinês indestrutível, símbolo de um idealismo, o da nação resistente, onde o sacrifício de alguns vale se proporcionar a felicidade dos demais.

## Prêmios e indicações

### Prêmios
Golden Horse Film Festival
- Melhor edição: 1972
- Prêmio Especial: Bruce Lee - 1972

### Indicações
Golden Horse Film Festival
- Melhor filme: 1972